# Брокел
Брокел (њем. Brockel) општина је у њемачкој савезној држави Доња Саксонија. Једно је од 57 општинских средишта округа Ротенбург (Виме). Према процјени из 2010. у општини је живјело 1.365 становника. Посједује регионалну шифру (AGS) 3357009.

## Географски и демографски подаци
Брокел се налази у савезној држави Доња Саксонија у округу Ротенбург (Виме). Општина се налази на надморској висини од 34 метра. Површина општине износи 25,1 km². У самом мјесту је, према процјени из 2010. године, живјело 1.365 становника. Просјечна густина становништва износи 54 становника/km².